# Zona zoster

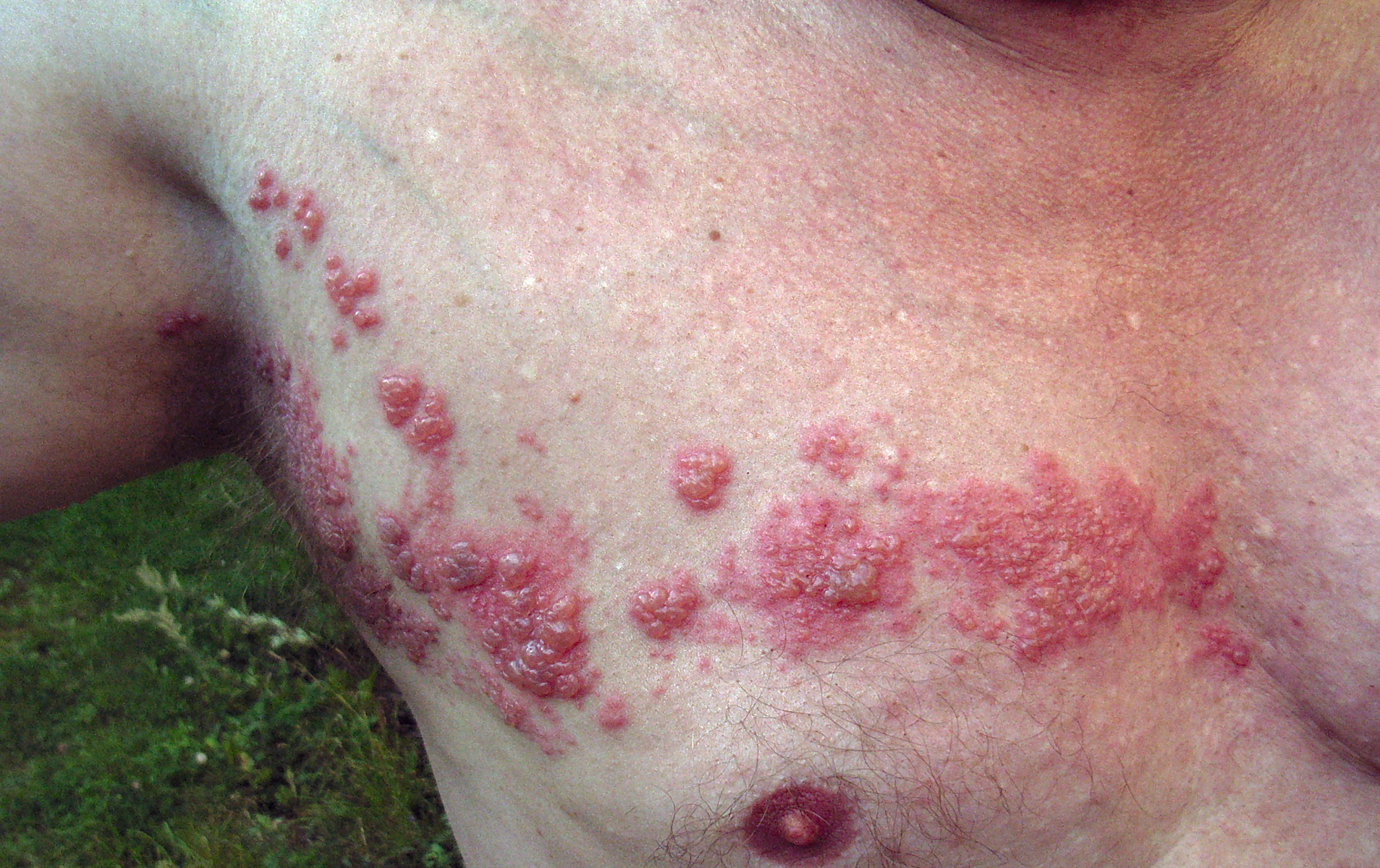
Zona zoster pe piept

Zona zoster (herpes zoster) este o infecție virală ce afectează rădăcinile nervoase. Se caracterizează prin durere și apariția unei benzi eruptive ce se întinde pe o singură parte a corpului. Zona zoster este o boală mai comună la persoanele adulte și la cele cu sistemul imunitar slăbit de stres, răni, anumite medicamente sau alți factori.

## Cauza
Zona zoster este o reactivare a virusului varicel-zona zoster. Virusul nu dispare niciodată la o persoană care a avut varicelă, dar rămâne inactiv în rădăcinile nervoase până când de la diferiți factori se reactivează. Stresul, imunitatea scăzută, vârsta sunt factori care reactivează acest virus.

## Debut
Debutul se face aproape întotdeauna cu nevralgii - minore sau moderate în cazul copiilor și al tinerilor, iar în cazul bătrânilor durerile pot deveni insuportabile - care preced de regulă de la o zi până la 3 zile. Urmează erupția cutanată și se localizează strict unilateral. În scurt timp după apariția acestor simptomatologii se instalează pe traseul nervilor corespunzători placarde eritematoase cu vezicule grupate în buchete cu dimensiuni de 1–3 mm, în debut cu lichid serocitrin limpede, ca după câteva zile lichidul să se tulbure iar veziculele se sparg și se acoperă cu cruste care cad spontan după 7-10 zile, lăsând zone de tegument subțire.

## Topografie
- la nivelul unuia sau a mai multor nervi intercostali;
- formele spinale sunt destul de frecvente în ordinea: toraco-lombară, cervico-occipitală, cervio-brahială, lomboabdominală, lombofemurală;
- forme craniene: zona oftalmică, zona oculară și zona facială.

## Complicații
- Algia postzosteriană - se poate prelungi până la 1-2 ani după remisiunea erupției veziculoase;
- Meningita limfocitară;
- Mielite și poliradiculonevrite - în mod excepțional;
- Paralizii faciale sau ale palatului moale.

## Tratament
Pe cale generală - antivirale specifice: aciclovir, famciclovir etc. asociate cu imunostimulare de interferon la imunodepresați.
Local - folosirea antisepticelor - clorhexidină, a coloranților - soluție de cristal violet, mixturi cu tetraciclină 3-5%, antivirale specifice de aplicație locală - zovirax, aciclovir.